# 星野勇太
星野 勇太（ほしの ゆうた、1994年3月9日 - ）は、日本の俳優。身長177cm。
以前は古川 裕太（こがわ ゆうた）の芸名で活動していたが、2016年11月に「星乃勇太」に改名。さらに2023年2月に事務所所属に伴い「星野勇太」に改名した。

## 略歴
神奈川県出身。高校2年生の時に、地元で声をかけられたのをきっかけに芸能界デビュー。
2019年4月までオフィスニグンニイバに所属。一時休業の後、2019年10月3日からフリーで活動。
2023年2月から株式会社アウルムに所属。

## 人物
- 趣味は服とコーヒー。趣味が派生して、2022年から俳優の平井浩基とテイクアウト専門カフェ「cafe ホシノヒライ」を不定期で営業中。自身のラジオ配信では毎回イチオシのコーヒーと共に話を繰り広げるスタイルである。
- 好きな食べ物は、クッキー、ポンデリング、チョコ、芋系のお菓子。
- 共演者から「私服が衣装」と言われるほど、さまざまなジャンルの服を着こなす。また縫製を得意としており、自ら裁断、縫製し、リメイクした私服を度々着用する。インスタライブでもミシンをしながら配信するほどだが、学生時代は特段、家庭科の時間が好きだったわけではなく、服が趣味なったからこその産物と語っている。
- 2021年から舞台やイベントの衣装製作を担当する事もあり、活躍の幅を広げている（詳細は#衣装製作を参照）。
- セールスポイントは「“ちょっと変わってる”と言われるところ」。2018年のインタビューでは、「共演した人からは『勇太はだいぶ変わってるよ』と言われるけれど、今までこれが普通として生きてきたので、不快感はなく、むしろプラスかな？」と語っている。[3]
- テニスの王子様の君島育斗を演じ君島の愛称が「キミ様」であることから、「ホシ様」と一部のファンから呼ばれている。
- 虫が大の苦手で、自宅に虫が出た際には専用の虫取り網で対処するほどである。

## 出演
※太字は、主役・メインキャラクター

### 舞台
- TEAM花時。 第一弾 押忍!!のじさんのハイキック」（2012年1月）
- Stylish shine!! Vol.5 「大江戸に降る雪」（2013年1月）
- イベント 「めんずぶっく2014　第4回・東京ボーイズコレクション "春"」（2014年3月）
- プレゼント◆5
  - プレゼント◆5 -恋するオトコは眠れない-（2014年4月、東京・紀伊国屋ホール）- 金星人★ヴィー 役
  - プレゼント◆5 -オレは絶対悪くない-（2014年5月、紀伊国屋サザンシアター）- 金星人★ヴィー 役
- ライブイベント「E.T.L vol.4 ～3までのことは聞かないで～」（2014年6月、Mt.RAINIER HALL SHIBUYA PLEASURE PLEASURE）- 金星人★ヴィー 役
- コミックジャック（2014年11月13日 - 24日、サンシャイン劇場）- 金星人★ヴィー 役
- CHaCK-UP
  - CHaCK-UP（2014年8月、ラフォーレミュージアム原宿）- 金星人★ヴィー/美野 アカネ 役
  - CHaCK-UP 〜ねらわれた惑星〜（2015年1月、紀伊國屋サザンシアター）- 金星人★ヴィー/美野 アカネ 役
  - CHaCK-UP -Episode.0-」（東京公演:2015年12月16日 - 20日、紀伊國屋サザンシアター / 神戸公演:12月26日・27日、神戸朝日ホール） - 掃除屋ヴィー 役
- ふしぎ遊戯（2015年3月19日 - 29日、品川プリンスホテル クラブeX） - 井宿 役
- 舞台「こどものおもちゃ」（2015年8月、銀座 博品館劇場） - 金星人★ヴィー 役
- WBB vol.9 「殺意は月夜に照らされて」（2015年11月14日 - 23日、赤坂RED THEATER）- 槇野啓 役
- 「コミックジャック―RETURN2016―」（2016年1月、紀伊國屋サザンシアター） - スランダ役
- 演劇集団イヌッコロ　イヌッコロSHOWCASE ver.4 「トラベルモード」（2016年3月30日 - 4月3日、中野テアトルBONBON）- ベルボーイ 役
- 「アンプラネット」（2016年4月・5月、紀伊國屋ホール） - 金星人★ヴィー/美野 アカネ 役
- 朗読劇 「RO-DOKU音戯草子2016 KOIBUMI in サンリオピューロランド」（2016年6月26日、サンリオピューロランド）
- イヌッコロVSシザーブリッツ・デュエル公演「ご町内デュエル」（2016年10月28日 - 11月6日、サンモールスタジオ）- 内藤 役
- 「孤島の鬼-咲きにほふ花は炎のやうに-」（2017年2月3日 - 12日、赤坂 RED THEATER）- 友之助、吉 役
- TEEN×TEEN THEATER「初恋モンスター」（2017年3月3日 - 12日、品川プリンスホテル クラブeX）- 二階堂大谷 役
- ミュージカライブ 「アンプラネット-ボクの名は-」（2017年6月8日 - 18日、紀伊國屋ホール）- 金星人★ヴィー 役
- 超！脱獄歌劇「ナンバカ」（2017年9月14日 - 9月24日、Zeppブルーシアター六本木） - リャン 役
- RICE on STAGE「ラブ米」 - ささにしき 役
  - ～Endless rice riot～（2017年11月17日 - 26日、品川プリンスホテル クラブeX）
  - Festival in バレンタイン（2018年2月14日 - 17日、品川プリンスホテル クラブeX）
  - ～I'll give you rice～（2018年4月21日 - 4月30日、品川プリンスホテル クラブeX）
  - ～Rice will come again～（2020年11月19日 - 29日、品川プリンスホテル クラブeX）[5]
- 舞台「モブサイコ100」 - 徳川光 役
  - 舞台「モブサイコ100」（2018年1月6日 - 14日、天王洲 銀河劇場）
  - 舞台「モブサイコ100」裏対裏（2018年9月13日 - 17日、天王洲銀河劇場 / 9月20日 - 23日、新神戸オリエンタル劇場）
- 舞台「ひらがな男子」（2018年7月20日 - 29日、AiiA 2.5 Theater Tokyo） - よ 役
- 演劇集団イヌッコロ Showcase ver.6「オタッカーズ・ハイ」（2018年10月16日 - 10月21日、サンモールスタジオ） -  主演・柳井役
- ミュージカル『卓球☆ウォーズ』（2018年11月23日 - 12月2日、浅草ゆめまち劇場） -  主演・藤 天球役
- 舞台「雷神とリーマン」（2018年12月22日 - 12月24日、浅草六区 ゆめまち劇場） -  リーマン 大村役
- 春の修学旅行 『妖怪! 百鬼夜高等学校』～一条通と付喪神～（2019年2月27日 - 3月10日、新宿FACE / 2019年3月23日 - 24日、京都劇場）- 鞍馬天狗 役[6]
- 舞台『鬼滅の刃』（2020年1月18日 - 26日、天王洲 銀河劇場 /1月31日 - 2月2日、AiiA 2.5 Theater Kobe）- 矢琶羽 役
- 羽仁プロデュース 第3弾『ハッピーハードラック』ラッキーチーム（2020年2月18日 - 24日、上野ストアハウス）- 主演・石田 役
- 『ヒプノシスマイク-Division Rap Battle-』Rule the Stage -track.3- （2020年10月、TOKYO DOME CITY HALL） - 小鳥遊ハル 役
  - 『ヒプノシスマイク -Division Rap Battle-』Rule the Stage《MAD TRIGGER CREW & どついたれ本舗 feat. 道頓堀ダイバーズ》（2025年4月18日 - 20日、COOL JAPAN PARK OSAKA WWホール / 5月1日 - 11日、品川プリンスホテル ステラボール） - 小鳥遊ハル 役[7]
- メロトゲニ ７days challenge -2- 「サイキックファミリー花岩さん」（2021年2月26日 - 28日、下北沢 小劇場楽園 ）
- 『レジスタンスイレブン〜未知なる敵からの卒業〜』（2021年3月12日 - 16日、労音大久保会館アールズアートコート）
- 朗読劇『Astrologhias！~mythos1~』（2021年9月3日 - 5日、科学技術館サイエンスホール） - バルゴ（乙女座） 役
- 舞台『魔法使いの約束』 - クックロビン 役
  - 第1章（2021年5月14日 - 30日、天王洲 銀河劇場）
  - 第2章（2021年11月5日 - 21日、天王洲 銀河劇場）[8]
  - 第3章（2022年4月29日 - 5月8日、天王洲 銀河劇場 / 5月13日 - 15日、アイプラザ豊橋 / 5月20日 - 22日、京都劇場）[9]
- 『GS382 ―暁の章―』（2021年12月9日 - 26日、Mixalive TOKYO Theater Mixa） - 石見小五郎 役[10]
- WBB side ZERO STAGE 「ご町内デュエル」（2022年8月4日 - 7日、DDD青山クロスシアター） - 主演・たーくん 役[11]
- ミュージカル『ウインドボーイズ！』（2022年12月22日 - 27日、シアター1010）- 見戸響 役[12]
- じりりた（2023年2月22日 - 3月1日、新宿シアタートップス）[13]
- ミュージカル『新テニスの王子様』 - 君島育斗 役
  - The Third Stage（2023年10月6日 - 15日、TOKYO DOME CITY HALL / 10月20日 - 29日、メルパルク大阪 ホール / 11月3日 - 12日、TACHIKAWA STAGE GARDEN）[14]
  - The Fifth Stage（2025年10月3日 - 13日〈予定〉、Kanadevia Hall）[15]
- 神戸セーラーボーイズ 定期公演 vol.1『ロミオとジュリアス』『Water me! 〜我らが水を求めて〜』（2023年11月19日、AiiA 2.5 Theater Kobe）[16]
- Homecoming Party『START』（2024年3月22日 - 24日、品川プリンスホテル クラブeX）[17]
- 舞台『女40歳 肉屋のムスメ』（2024年5月16日 - 19日、まつもと市民芸術館 小ホール）[18]
- ミュージカル『黒執事』〜寄宿学校の秘密 2024〜（2024年9月7日・8日、兵庫県立芸術文化センター KOBELCO 大ホール / 9月21日 - 29日、TOKYO DOME CITY HALL） - クレイトン 役[19]
- ミュージカル『ジェイミー』（2025年7月、東京建物 Brillia HALL / 8月、大阪新歌舞伎座 / 8月、愛知県芸術劇場 大ホール） - サイ 役[20]

### ライブ・イベント
- コス☆メン フェスティバル Vol.13　〜十三夜の月待ち～（2014年9月19日、TSUTAYA O-EAST）
- E.T.L vol.5 〜秋といえば学園祭だけどやっぱり宇宙に連れてくね!～（2014年10月7日、AiiA Theater Tokyo）
- ネルフェス 2014 in 武道館（2014年11月7日、日本武道館）
- 惑星アイドルCHaCK-UPファンミーティング CHaCK-CHeCK-CHaRM case001〜地球のアイドルというものを勉強したのです!〜（2015年2月16日・17日、時事通信ホール）
- CHaCK-UP POWER OF LIFE〜魁〜 そらぷちキッズキャンプ支援プロジェクト（2015年6月14日、丸加高原特設ステージ）
- E.T.L vol.7 〜雨天決行★シャトルでキミを迎えに行くよ!〜
  - 東京公演：2015年5月26日・27日、全労済ホール スペース・ゼロ
  - 大阪公演：2015年6月6日・7日、グランフロント大阪 北館4F ナレッジシアター
  - 福岡公演：2015年6月12日・13日
- コス☆メン フェスティバル Vol.15  〜宿命の夜想曲〜（さだめのノクターン）（2015年9月19日、TSUTAYA O-EAST） - CHaCK-UP出演
- みんなで!ドルフェス2015（2015年10月14日・15日、TSUTAYA O-EAST）
- E.T.L extra 記念トーク&ミニライブ（2016年9月17日、秋葉原 アニメイトAKIBAガールズステーション）
- E.T.L extra ～Volume上げてRising★ハイ!スペーストリップに出発だ!～（2016年10月1日 - 31日、横浜 DMM VR THEATER）
- 舞台「アンプラネット」DVD発売記念 応援上映イベント（2016年12月10日、秋葉原 アニメイトAKIBAガールズステーション）
- 星乃勇太&平井浩基 Take outイベント『cafe ホシノヒライ』（2020年10月18日、新宿 リトリート倶楽部）
- 『ヒプノシスマイク-Division Rap Battle-』Rule the Stage -Battle of Pride-（2021年8月14日・15日、大阪公演 / 8月24日・25日、神奈川公演） - 小鳥遊ハル 役[21]
- 『cafe ホシノヒライ 』-online- 2021春出張版（2021年4月13日-6月15日）
- 朗読劇『Astrologhias！~mythos1~』衣装展示会 with 『cafe ホシノヒライ 』 (TAKE OUT ONLY)（2021年9月11日・9月13日、シュビア赤坂）
- P.P.P 222 ～Prime Poetical Party～（2022年2月11日 - 2月14日、品川プリンスホテル クラブeX）金星人★ヴィー、石見小五郎 役[22]
- 『cafe ホシノヒライ』 プレオープン（2022年3月5日 - 3月11日、高円寺 uroko）
- 『SEVENSINS Summer Vintage Market』 出張営業『cafe ホシノヒライ』（2022年6月12日、代官山 シャトレジアネックス101）
- 『cafe ホシノヒライ』 グランドオープン（2022年6月30日 - 7月7日、高円寺 uroko）
- 『ヒプノシスマイク -Division Rap Battle-』Rule the Stage 《Rep LIVE side F.P》（2022年7月30日、Zepp Haneda） - 小鳥遊ハル 役  ※日替わりゲスト[23]
- ミュージカル『新テニスの王子様』Revolution Live 2022（2022年10月6日 - 10日、幕張メッセ 幕張イベントホール） - 君島育斗 役[24]
- STAGE FES 2022-2023（2022年12月31日、TACHIKAWA STAGE GARDEN） - ささにしき 役[25]
- 『ヒプノシスマイク -Division Rap Battle-』Rule the Stage《Rep LIVE side Rule the Stage Original》（2023年8月9日 - 13日、品川プリンスホテル ステラボール） - 小鳥遊ハル 役[26]
- 『ヒプノシスマイク -Division Rap Battle-』Rule the Stage《Hypnosis Delight Fes.》（2025年10月25日・26日〈予定〉、Kanadevia Hall） - 小鳥遊ハル 役[27]

### テレビドラマ
- 「理想の息子」第8話（2012年、日本テレビ）
- 「シュガーレス」 第8話（2012年、日本テレビ）
- 土曜ワイド劇場 「検事・朝日奈耀子13」（2013年3月、テレビ朝日）
- 土曜ワイド劇場 「検事・朝日奈耀子14」（2013年10月、テレビ朝日）

### 個人イベント
- 「星野勇太のコーヒーを飲みながらon stage」（2024年）

### CM
- ディノス 「フジテレビフラワーネット」（2012年）
- リクルートジョブズ 「タウンワーク」（2012年）
- NTTドコモ「ドコモthanksキャンペーン」
- 「サッポロビール」（2012年）
- AC・NHK共同キャンペーン(NHK制作作品)「ながらスマホにマナーを。」（2013年）
- ジョンソン・エンド・ジョンソン 「アキュビュー　NEWコン教室」（2013年） ※web限定SPムービー
- 「三井住友銀行」 ～ふたりの幸せ『はじめよう』編～（2013年）

### 映画
- 「桐島、部活やめるってよ」（2012年、吉田大八監督）

### テレビアニメ
- 闇芝居-11期（2023年7月）[28]
- 闇芝居-12期（2024年3月）

### 雑誌
- stage 2.5D×D vol.01

## 衣装製作

### 舞台
- 「ALTAR BOYZ 2021」（2021年4月9日 - 30日、新宿FACE）※全3チームの基本衣装を担当[29]
- 「ALTAR BOYZ SPECIAL 2021」（2021年11月20日・21日、日本青年館ホール）[30]

### イベント
- 「ACTORS☆LEAGUE in Games 2022」 （2022年5月2日、幕張イベントホール）[31]
- 「星野勇太のコーヒーを飲みながらon stage」（2024年3月6日、BLUE MOOD）[32]